# Anton Goedhart
Antoon Anton Goedhart (Amsterdam, 6 januari 1930 - Purmerend, 16 september 2003) was een Nederlands voetballer en voetbaltrainer. Hij kwam uit voor Blauw-Wit, DWS/A, DWS, Go Ahead en PEC.
Goedhart trainde PEC (interim), Wesepe, ZAC, Go-Ahead Kampen, SDVB en in het seizoen 1975/76 FC Groningen. Een overstap als trainer van FC Utrecht ketste in 1976 af.

## Statistieken
| Seizoen | Club      | Land      | Competitie     | Wed. | Goals |
| ------- | --------- | --------- | -------------- | ---- | ----- |
| 1955/56 | Blauw-Wit | Nederland | Eerste klasse  | 25   | 0     |
| 1956/57 | Blauw-Wit | Nederland | Eerste divisie | -    | 0     |
| 1957/58 | Blauw-Wit | Nederland | Eredivisie     | 34   | 0     |
| 1958/59 | Blauw-Wit | Nederland | Eredivisie     | 25   | 2     |
| 1959/60 | DWS/A     | Nederland | Eredivisie     | 9    | 0     |
| 1960/61 | DWS/A     | Nederland | Eredivisie     | 3    | 1     |
| 1961/62 | Go Ahead  | Nederland | Eerste divisie | 34   | 0     |
| 1962/63 | Go Ahead  | Nederland | Eerste divisie | 30   | 1     |
| 1963/64 | Go Ahead  | Nederland | Eredivisie     | 2    | 0     |
| 1964/65 | Go Ahead  | Nederland | Eredivisie     | 17   | 1     |
| 1965/66 | PEC       | Nederland | Tweede divisie | –    | 2     |
| Totaal  | Totaal    | Totaal    | Totaal         | 179  | 7     |